# Gare de La Taye
Gare de La Taye vasútállomás Franciaországban, Saint-Georges-sur-Eure településen.

## Vasútvonalak
Az állomást az alábbi vasútvonalak érintik:
- Chartres–Bordeaux-vasútvonal

## Kapcsolódó állomások
A vasútállomáshoz az alábbi állomások vannak a legközelebb:
- Gare de Bailleau-le-Pin
- Gare de Lucé